# D.J. Moore
Denniston Moore Jr. (Filadelfia, 14 aprile 1997) è un giocatore di football americano statunitense che milita nel ruolo di wide receiver per i Chicago Bears della National Football League (NFL).

## Carriera universitaria
Al college Moore giocò a football con i Maryland Terrapins dal 2015 al 2017. Nell'ultima stagione stabilì un record scolastico con 80 ricezioni per 1.033 yard e 8 touchdown. Per queste prestazioni fu premiato come ricevitore dell'anno della Big Ten Conference. A fine anno decise di rendersi eleggibile per il Draft NFL.

## Carriera professionistica

### Carolina Panthers
Il 26 aprile 2018 Moore fu scelto come 24º assoluto nel Draft NFL 2018 dai Carolina Panthers, il primo ricevitore chiamato. Debuttò come professionista subentrando nella gara del primo turno contro i Dallas Cowboys senza fare registrare alcuna ricezione. Sette giorni dopo segnò il primo touchdown su ricezione su passaggio del quarterback Cam Newton. La sua prima stagione si chiuse con 55 ricezioni per 788 yard e 2 marcature giocando tutte le 16 gare e venendo inserito nella formazione ideale dei rookie dalla Pro Football Writers Association.
Nella stagione 2022, l'ultima ai Panthers, Moore segnó un nuovo primato personale di 7 touchdown su ricezione.

### Chicago Bears
Il 10 marzo 2023 Moore fu ceduto ai Chicago Bears nell'ambito dello scambio che portò la prima scelta assoluta del Draft 2023 a Carolina. I Bears iniziarono la stagione con quattro sconfitte consecutive, dopo di che Moore ricevette un record in carriera di 230 yard, con 3 touchdown, nella vittoria sui Washington Commanders. Per questa prestazione fu premiato come miglior giocatore offensivo della NFC della settimana. A fine stagione si classificò sesto nella NFL con 1.364 yard ricevute.
Il 30 luglio 2024 Moore firmó con i Bears un rinnovo contrattuale quadriennale del valore di 110 milioni di dollari. Il primo touchdown stagionale lo ricevette dal nuovo quarterback Caleb Williams nella vittoria del quarto turno contro i Los Angeles Rams.

## Palmarès
- Giocatore offensivo della NFC della settimana: 1

5ª del 2023
- PFWA All-Rookie Team - 2018